# Skive Handelsskole
Skive Handelsskole er en handelsskole beliggende i Skive. Skolen blev stiftet i 1884 af handelsstanden i Skive. Skolen er i dag en selvejende institution. 
Skolen har ca. 645 elever og 85 ansatte. 

## Uddannelse
På Skive Handelsskole udbydes to ungdomsuddanelser Højere handelseksamen (hhx) og Handelsskolernes grundforløb (hg). Derudover kan man også blive uddannet datamatiker. Derudover kan man starte på uddannelsen AspIt, hvis man har diagnosen autismespektrumforstyrrelse. 